# Барсана (Марамуреш)
Барсана (рум. Bârsana) насеље је у Румунији у округу Марамуреш у општини Барсана. Oпштина се налази на надморској висини од 344 m.

## Становништво
Према подацима из 2002. године у насељу је живело 6352 становника.

### Попис2002.
| Расподела становништва по националности 2002.‍ | Расподела становништва по националности 2002.‍ | Расподела становништва по националности 2002.‍ | Расподела становништва по националности 2002.‍ | Расподела становништва по националности 2002.‍ |
| --------------------------------------------- | --------------------------------------------- | --------------------------------------------- | --------------------------------------------- | --------------------------------------------- |
|                                               |                                               |                                               |                                               |                                               |
| Румуни                                        | Румуни                                        |                                               | 6.342                                         | 99,8%                                         |
| Мађари                                        | Мађари                                        |                                               | 4                                             | 0,1%                                          |
| Украјинци                                     | Украјинци                                     |                                               | 6                                             | 0,1%                                          |

### Хронологија
| Година       | 1992 | 1993 | 1994 | 1995 | 1996 | 1997 | 1998 | 1999 | 2000 | 2001 | 2002 | 2003 | 2004 | 2005 | 2006 | 2007 | 2008 | 2009 | 2010 | 2011 | 2012 | 2013 | 2014 | 2015 | 2016 | 2017 |
| ------------ | ---- | ---- | ---- | ---- | ---- | ---- | ---- | ---- | ---- | ---- | ---- | ---- | ---- | ---- | ---- | ---- | ---- | ---- | ---- | ---- | ---- | ---- | ---- | ---- | ---- | ---- |
| Становништво | 7147 | 7117 | 7038 | 7007 | 6935 | 6876 | 6765 | 6705 | 6641 | 6614 | 6535 | 6500 | 4960 | 4955 | 4928 | 4872 | 4856 | 4821 | 4826 | 4789 | 4752 | 4736 | 4747 | 4735 | 4706 | 4713 |

## Знаменитости
У Барсани се налази Црква Ваведења Пресвете Богородице, једна од осам цркви брвнара у Марамурешу са Унеско листе светске баштине у Европи.